# Matapí
Los Matapí (también conocidos como jupichiya o upichia) son un pueblo indígena amazónico colombiano que habita en la parte sur del Departamento de Amazonas, sobre el Alto Río Mirití-Apaporis. Conviven con los yukuna; y, en el territorio en el que se desenvuelven, caracterizado por ser selva húmeda tropical, también habitan los pueblos carijona, kubeo, makuna, mirañas y tanimuca.

## Historia
Habitantes de un área marginal fronteriza, se vieron afectados por las incursiones portuguesas y españolas primero y tras las primeras décadas del siglo XIX por la presencia de colombianos, peruanos y brasileros. Hacia el 1900 el crecimiento de la explotación del caucho se tradujo en la instalación de la Casa Arana y del establecimiento de Campo Amor, que se convertiría en el principal centro de producción de caucho de la región. La demanda intensa de trabajo y la guerra colombo-peruana impulsaron la concentración de los matapí alrededor de los campos y los métodos despiadados de explotación se reflejaban ya a comienzos de la década de 1930 en una dramática reducción de la población. A mediados de la década de 1980 la explotación de oro (y en menor medida de maderas, especias, cacao, etc.) en el bajo Apaporis, el bajo Caquetá y Mirití-Paraná, se tradujo en un nuevo y violento proceso de exterminio y dispersión de los pueblos del territorio amazónico.

## Lenguaje
La familia lingüística de esta lengua no está definitivamente determinada. Unos especialistas dicen que corresponde a la familia lingüística Tucano Oriental, otros a la familia lingüística arawak.

## Características de su cultura
En la cultura matapí, como en las de sus vecinos, la figura del chamán tiene fundamental importancia y el uso de las plantas sagradas es esencial. El ritual más destacado es el Yuruparí, aunque celebran las más de diez estaciones del año que reconocen y la época de invierno (hacia el solsticio de junio), y que hacen referencia al producto que obtienen (frutos, insectos y reptiles).
Su estructura social es jerárquica y patrilineal.
El mito matapí de sus orígenes afirma que tras el diluvio que exterminó a los primeros seres, de forma animal, surgieron los primeros hombres. El cosmos, circundado por un río cósmico en que navegan en canoas el Sol y la Luna, en un símil de la cónica maloca (la vivienda tradicional), consiste en platos circulares superpuestos unidos por corrientes de aire, agua, humo y luz. Los seis cielos se identifican con el pensamiento, la energía masculina y el frío; la tierra, regida por Ñamatu, la Madre-Tierra, con la energía femenina y el calor.
La vivienda tradicional es la mencionada maloca; es comunal y aunque carece de divisiones físicas presenta una organización de sus espacios en función tanto de las actividades cotidianas o rituales como de los roles y jerarquías, así como refleja la cosmovisión de los matapí. Tiene un responsable o dueño ("maloquero"), cuyo liderazgo está basado en su primogenitura y conviven con sus hermanos, mujer e hijos.
Roles y jerarquías son hereditarias: cada hijo hereda una función y un estatus (maloquero, chamán, etc. los hombres, "dueña de maloca", alfarera, barrendera, cocinera, coquera, trabajadora de la yuca, etc. las mujeres).
La principal actividad económica es la horticultura de tala y quema y la yuca amarga el principal cultivo. Practican también la caza, la pesca y la recolección.

## Población
Según el censo colombiano del 2018 la población matapí ascendía a 618 personas.